# 12-verdiepingenhuis
Het 12-verdiepingenhuis, beter bekend onder de bijnaam  De Wolkenkrabber, is een uit 1932 daterend woongebouw van J.F. Staal. Het staat op een centrale plaats in de Amsterdamse Rivierenbuurt in het door Berlage ontworpen Plan Zuid. Het gebouw markeert het einde van de Vrijheidslaan (van 1922 tot 1946 Amstellaan) en domineert het Victorieplein (Daniël Willinkplein) waar links de Rooseveltlaan (Zuider Amstellaan) en rechts de Churchill-laan (Noorder Amstellaan) beginnen. Het heeft als postadressen Deltastraat 1 en 2 en Victorieplein 45 en 47.

## Geschiedenis
Berlage had het plan om op elke hoek in zijn Plan Zuid een toren te plaatsen; dit is een van de weinige torens die gerealiseerd zijn, maar dan in een ontwerp van Staal. De plannen voor een toren hier dateren al uit 1927. Het gebouw zou een H-vorm krijgen, de bouw kon niet meteen beginnen omdat de bouwverordening maximaal vier woonlagen toestond en aangepast moest worden. In januari 1930 werd de eerste bouwkeet geplaatst. Op 1 juli 1930 ging vervolgens de eerste heipaal de grond in. Op 10 oktober 1931 meldde het Algemeen Handelsblad dat het gebouw bijna voltooid was. De bouwkosten bedroegen ruim een half miljoen gulden. In de entreehal werd in april 1932 een gedenkplaat aangebracht met de tekst 12 Verdiepingenhuis, gebouwd in 1930-1932 door K. Hille & Jur. Reyn volgens ontwerp van architect J.F. Staal.
De woningen waren zes-kamerappartementen, voorzien van onder andere een intercom, voor die tijd snelle liften, goederenliftjes, vuilstortkoker, koelkast en centrale verwarming. Plus, twee portiersloges, die na het vertrek van de portiers werden ingericht als postvakruimtes.  
De flat raakte echter maar langzaam bewoond; huurders gaven de voorkeur aan de omringende laagbouw. De huur bedroeg in 1932 50 gulden per week en het gebouw werd beschouwd als een plek waar alleen de allerrijksten zich een appartement konden veroorloven. In 1933 werd de winkelruimte op 45 (of Deltastraat 1) betrokken door het apothekersechtpaar Land, dat zelf ook in de wolkenkrabber kwam wonen. Het andere winkelpand op de hoek 47-zijde was lang de studio van fotograaf Louis van Beurden, gespecialiseerd in mode- en reclamefotografie.
In 1937 heeft de bewoner van stadsvilla Weteringschans 28 getracht, refererend aan dit gebouw, een woontoren van Staal geplaatst te krijgen op zijn terrein. Dit werd afgehouden door de gemeenteraad; later verschenen op die plek de gebouwen Peper en zout van Frans van Gool.

## Architectuur
Het gebouw vertoont kenmerken van de bouwstijlen van de Amsterdamse School, van het functionalisme en van de nieuwe zakelijkheid.
Het is als een scharnierpunt in de wijk gebouwd en staat op 896 heipalen. Het is, gezien vanaf het Victorieplein, symmetrisch van opzet. Onder de twaalf woonverdiepingen bevindt zich een kelder. Op de onderste verdiepingen zijn winkels gevestigd. Het gebouw heeft een hoogte van 40,65 meter, maar de liftschacht reikt tot 46,50. Het bestaat uit een betonskelet en stalen kolommen. Het betonskelet is verstopt achter licht getinte bakstenen. De stalen kolommen bevinden zich bij de centrale entree. Boven die entree torent een half uitwendig trappenhuis net als de liftinstallatie tot boven het dak uit. Dat trappenhuis versterkt het gevoel van een scharnier; het deelt de gevelwand in tweeën. Aan weerszijden van het trappenhuis bevinden zich vensters en balkons. Op de benedenverdieping zijn uitkragende balkons geplaatst. Zij- en achtergevels zijn soberder van opzet. De entreehal is bekleed met marmer. Uitgebreide achtergrond is te vinden in Het bouwbedrijf; maandblad voor bouwkunde, techniek en handel, jrg 8, 1931, no. 17, 05-06-1931en jrg 9, 1932, no. 10, 06-05-1932. 

## Rijksmonument
Het gebouw is opgenomen in het register van rijksmonumenten vanwege een aantal factoren:
- het heeft bouwhistorische waarde vanwege de gebruikte materialen en bijvoorbeeld de naar voren uitstekende beglazing van het trappenhuis;
- het is samen met de Nirwana-flat in Den Haag een van de eerste hoogbouwprojecten voor woningbouw in Nederland; het was de eerste van dat type in Amsterdam;
- vanwege het Plan Zuid van Berlage heeft het ook als scharnierpunt stedenbouwkundige waarde;
- de torenflat staat in een symmetrisch opgezette blokverdeling met aan de vleugels elk een woonblok.

Het functionalisme is onder meer terug te vinden in de vuilstortkoker, waardoor huishoudens niet naar de begane grond hoefden te gaan met hun afval. Dit was naar een idee van de vrouw van Staal, Margaret Kropholler. Zij is ook verantwoordelijk voor een centraal belsysteem en de inrichting van de keukens. Ook het zogenaamde taatsscharnier in de ramen heeft een functie. Dit verticale scharnierpunt zit ergens in het midden van het raam, zodat de ramen ook van binnenuit te reinigen zijn.

## Renovatie
Het Rijksmonument is gerenoveerd van 2016 tot 2019. De kosten bedroegen €3,5 miljoen. Daarvan is €0,4 miljoen gedekt door subsidies, de eigenaars betaalden de rest. Zo zijn de stalen deuren en kozijnen vervangen door nieuwe, isolerende stalen deuren en kozijnen, met dubbel glas. Het transparante trappenhuis aan de zijde van het Victorieplein is gedemonteerd. Zo kon een smid de metalen onderdelen renoveren, waarna deze zijn teruggeplaatst. Bij historisch kleurenonderzoek kon onder tien oude verflagen het oorspronkelijke kleurenschema vrij nauwkeurig worden vastgesteld.

## Kunst
Voor het gebouw staat een standbeeld van Berlage, dat werd vervaardigd door Hildo Krop en geplaatst in 1966. Berlage kijkt uit over het Victorieplein naar de door hem ontworpen Berlagebrug. De schrijver Willem Frederik Hermans schreef in zijn in de oorlogsjaren spelende boek De tranen der acacia's:
Aan het eind van de laan stond de Wolkenkrabber. ... Het gebouw leek zonderling hoog. ... Het had, met z'n ijzeren balkonnetjes, met alle kachelpijpen die eruit staken, aan de muren en aan elkaar bevestigd in een verwarring van ijzerdraden, ook iets weg van een enorm vergroot onderdeel uit een radiotoestel ..."

## Bewoners
Personen die in het gebouw hebben gewoond:
- Felix Rottenberg
- Betsy Rijkens-Culp en haar zus Julia Culp
- Stefan Schlesinger
- Gerard Walden en zijn vrouw Berry Kievits
- Nico Donkersloot
- Lou Lichtveld (als onderduiker bij Donkersloot)
- Gerben Sonderman
- Jan Kamerbeek Jr.

## Afbeeldingen
- Beelden van 'de Wolkenkrabber' tijdens de bouw in 1931

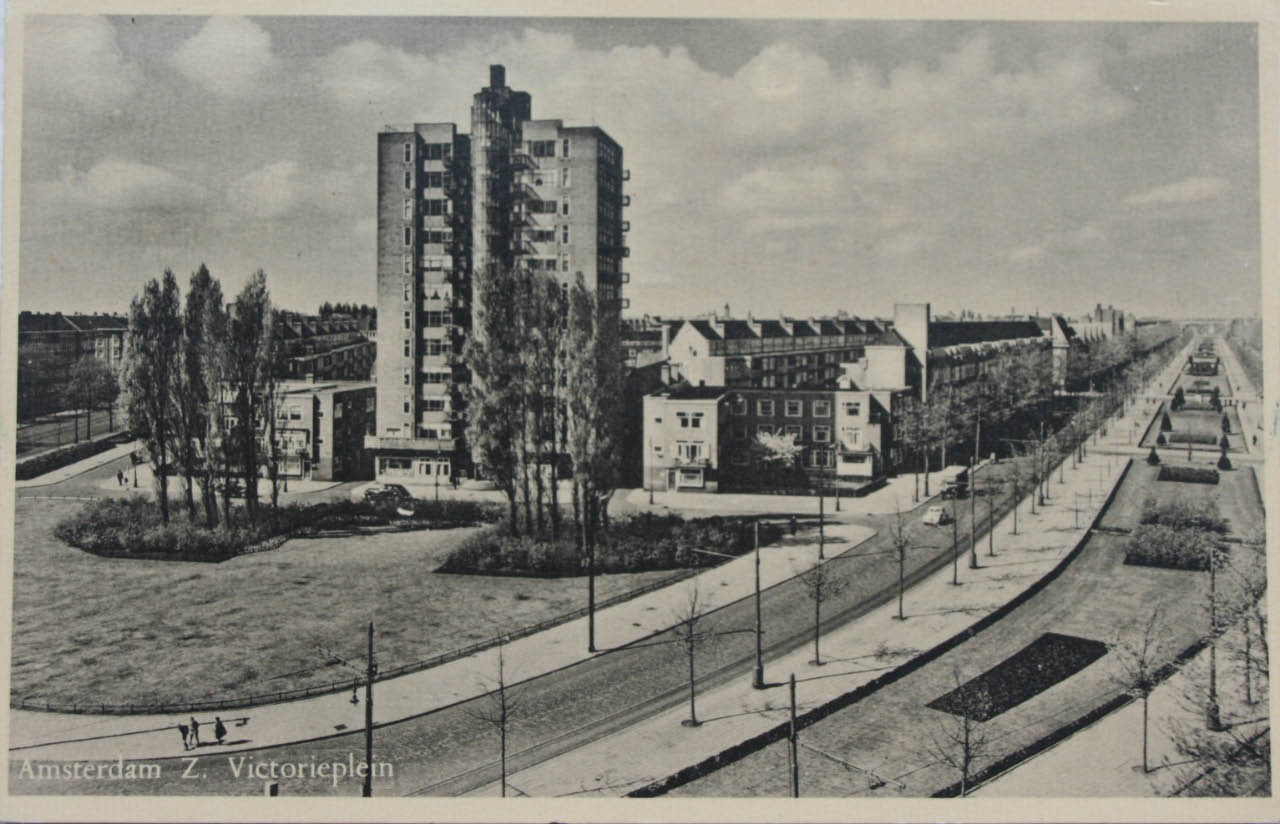
De Wolkenkrabber (ca. 1946, na naamwijziging in Victorieplein)
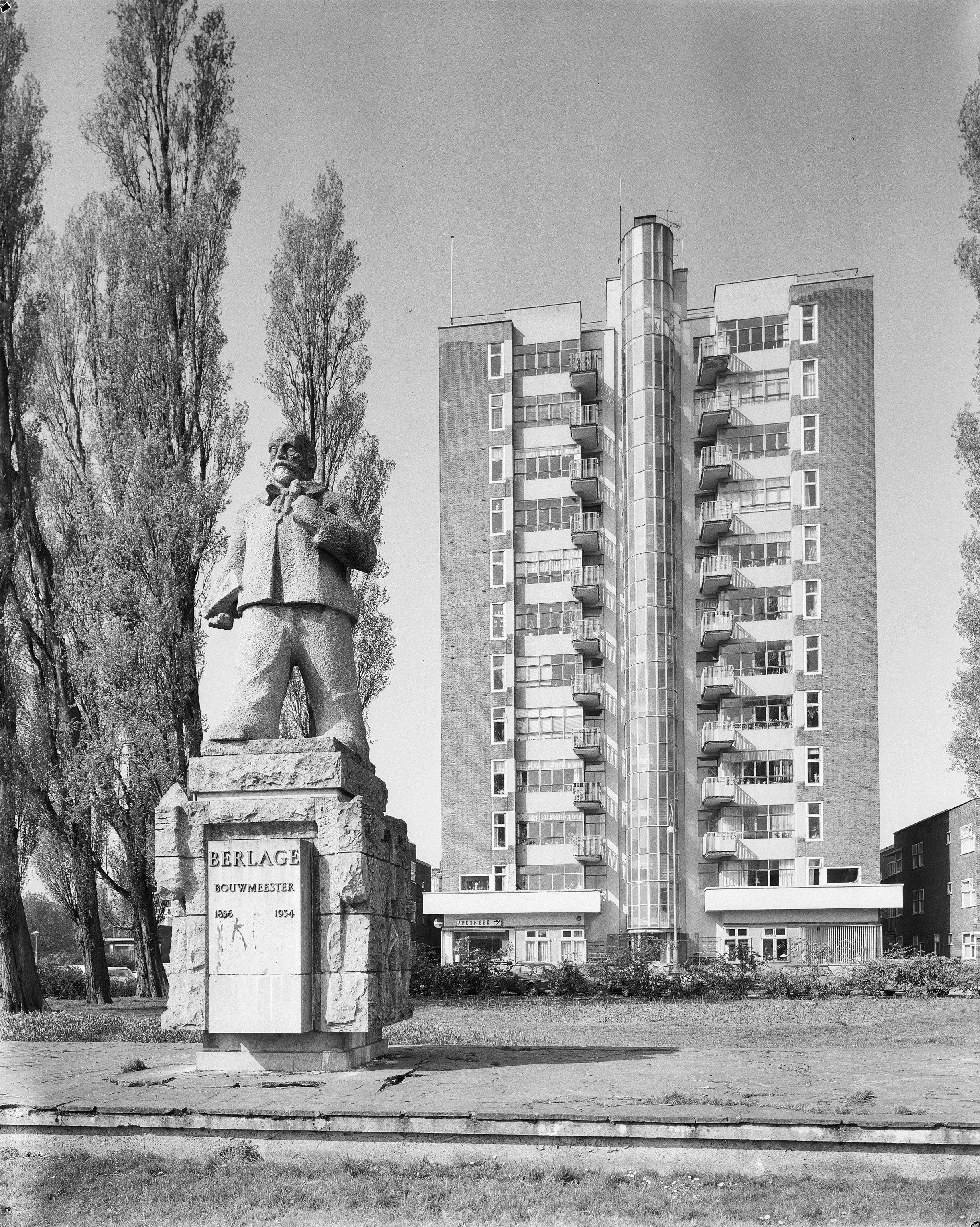
De Wolkenkrabber gezien vanaf het Victorieplein met het beeld van Berlage door Krop op de voorgrond (1981)
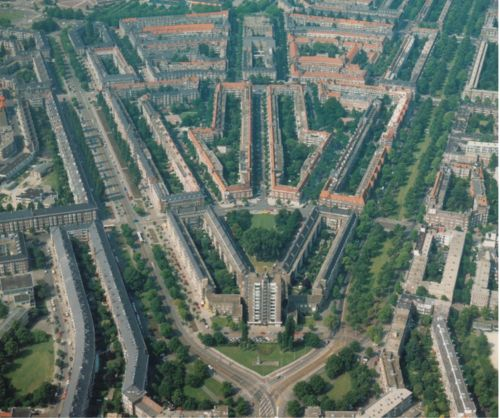
Luchtfoto uit 1995 met zicht op De Wolkenkrabber en een deel van de Rivierenbuurt